# 李祖昇
李 祖昇（り そしょう、生没年不詳）は、北斉の外戚。文宣帝の皇后李祖娥の長兄にあたる。本貫は趙郡柏人県。

## 経歴
上党郡太守の李希宗の長子として生まれた。容貌や所作が美しく、手は膝の下まで垂れ、交際を好み、文学通を自認していた。東魏の武定末年、太子洗馬となった。後に斉州刺史に上ったが、兵の妻に手をつけたため、殺害された。
弟に李祖勲があった。

## 伝記資料
- 『魏書』巻36 列伝第24
- 『北斉書』巻48 列伝第40
- 『北史』巻33 列伝第21